# Кано, Джозелин
Джозелин Кано (англ. Joselyn Cano; 14 марта 1991 года, Анахайм, Калифорния — 7 декабря 2020 года) — американская фотомодель, модельер и интернет-личность, диетолог.

## Карьера
Кано впервые начала работать моделью в возрасте 17 лет для местных журналов. Помимо модельной работы изучала микробиологию в одном из университетов Сан-Диего.
В 2014 году она получила известность, появившись на обложке журнала Lowrider. Кано также была показана в специальном видео Дня Святого Валентина мировой звезды хип-хопа. Летом того же года она изобразила подругу Херардо Ортиса в музыкальном клипе на его сингл Y me besa.
В 2015 году она была представлена в журнале Hot Bike motorcycle magazine.
В 2016 году Кано была представлена на сайте Sports Illustrated как одна из прекрасных дам того времени.
В 2018 году Кано запустила свою собственную линию купальников.
В последние годы она считалась одной из самых знаменитых и дорогих моделей.
Из-за её популярности в социальных сетях некоторые испаноязычные СМИ прозвали Кано «мексиканской Ким Кардашьян».
Её профиль в Instagram насчитывает более 11 миллионов подписчиков. В своём Instagram аккаунте Джозелин рекламировала одежду и нижнее бельё. Сотрудничала с изданиями Wheels And Heels, Hot Bike и Import Tuner. Также модель снималась для ежегодного календаря California’s Glamour Girls.

## Личная жизнь
В 2013 году Кано вышла замуж. В браке у неё родилось двое детей — дочь Элиана (род. в ноябре 2015) и сын Зейн (род. в декабре 2018).

## Хобби и спорт
Джозелин вела активный образ жизни: она несколько раз прыгала с парашютом, занималась скайдайвингом, каталась на слонах и плавала с дельфинами. Её часто можно было встретить в ночных клубах, дорогих магазинах, ресторанах. Кроме этого, модель обожала животных — у неё 7 собак и рыбки.
Раньше тело Кано украшал пирсинг и большое количество татуировок. Но позже она избавилась практически ото всех, оставив всего одну татуировку на ступне.
Спорт и здоровый образ жизни — был одним из главных приоритетов девушки. Модель тренировалась каждый день по несколько часов, но больше отдавала предпочтение занятиям на свежем воздухе и правильному сбалансированному питанию.

## Смерть
Джоселин Кано умерла после поездки в Колумбию для операции по увеличению ягодиц. Для Джоселин Кано это была вторая аналогичная операция. Медицинские работники предупреждали о рискованности процедуры. Разные исследования дают уровень смертности из-за осложнений при подобных операциях от 1 из 3000 до 1 из 500.
Первой о смерти 7 декабря 2020 года сообщила в соцсетях другая фотомодель — Лира Мерсер. Из-за пандемии коронавируса на похоронах 16 декабря 2020 года присутствовало лишь несколько десятков человек, но церемонию транслировали онлайн на YouTube.